# TC Bernau
Der Tanzclub Bernau e V. ist ein Tanzsportverein in Bernau bei Berlin. Der Verein verfügt über Angebote im Turniertanz (Einzel und Formation), Breitensportangebote, Hobbygruppen, Jazz Dance, Boogie-Woogie und Kindertanz. Der Standardformation des Vereins gelang in der Saison 2015/2016 der Aufstieg in die 1. Bundesliga Standard.

## Geschichte
Der Verein wurde am 6. Dezember 2002 gegründet.

## Formationen

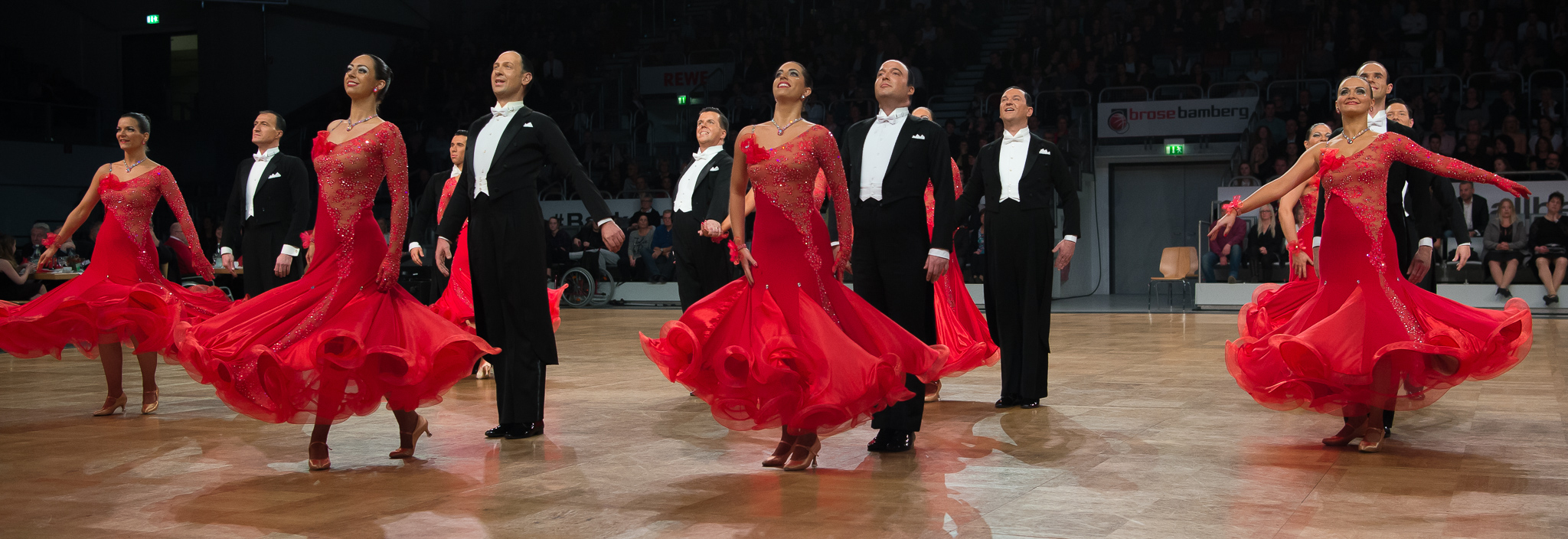
TC Bernau bei der Deutschen Meisterschaft der Formationen 2016

Die Standardformation des TC Bernau trat in der Saison 2007/2008 erstmals in der Regionalliga Nord Standard zu Ligawettkämpfen an. Die Formation tanzte bis zur Saison 2012/2013 in der Regionalliga und qualifizierte sich in der Saison zum Aufstiegsturnier zur 2. Bundesliga Standard. Hier errang die Mannschaft den 2. Platz und stieg so in die 2. Bundesliga Standard auf.
In den Saisons 2013/2014, 2014/2015 und 2015/2016 tanzte die Mannschaft in der 2. Bundesliga Standard. In der Saison 2015/2016 gelang mit dem 2. Platz in der Liga der Aufstieg in die 1. Bundesliga Standard. Am Ende der Saison 2019/2020 stieg die Mannschaft in die 2. Bundesliga Nord Standard ab. Dort meldete der Verein die Mannschaft Anfang Februar 2022 ab.
Die Standardformation tanzte bisher zu den folgenden musikalischen Themen:
- 2008/2009 und 2009/2010: „Beatles“
- 2010/2011 und 2011/2012: „Abba“
- 2012/2013 bis 2014/2015: „Michael Jackson“
- 2015/2016 bis 2017/2018: „In constant touch“
- 2018/2019 und 2019/2020: „Without Him“

Trainerin ist Melanie Ahl-Jende.